# Pedregal (São José)
Pedregal é um bairro do município catarinense de São José.
Possui 839 habitantes, segundo dados do IBGE. e faz divisa com os bairros Real Parque, Ipiranga e Potecas.